# Kady Bajramukow
Kady Bajramukow, ros. Кады Байрамуков (ur. w 1910 r. w Karaczajo-Czerkiesji, zm. ?) – karaczajski bojownik narodowowyzwoleńczy, przewodniczący Karaczajewskiego Komitetu Narodowego podczas II wojny światowej
W 1922 r. podczas antybolszewickiego powstania w Karaczajo-Czerkiesji zginął jego brat, zaś 2 pozostałych zostało rozstrzelanych przez CzeKa. Kady Bajramukow wziął udział w kolejnym powstaniu Karaczajów w 1930 r., które wybuchło w związku z brutalnym wprowadzaniem kolektywizacji rolnictwa. Po jego upadku zbiegł w góry, gdzie sformował nieduży oddział partyzancki. Po jego rozbiciu ukrywał się. Po ataku wojsk niemieckich na ZSRR 22 czerwca 1941 r., ponownie utworzył antysowiecki oddział zbrojny, liczący ok. 400 ludzi. Kiedy Niemcy wkroczyli do Karaczajo-Czerkiesji latem 1942 r., podjął z nimi kolaborację. Stanął na czele Karaczajewskiego Komitetu Narodowego. Podczas odwrotu wojsk niemieckich z Północnego Kaukazu w lutym 1943 r., wycofał się na czele swojego oddziału wraz z nimi. Dalsze jego losy są nieznane.